# دم العاشق
الاسم العربي:دم العاشق أو سنط حبشي أو زر حبشي أو عاشق و معشوق  

الاسم العلمي: Gomphrena globosa

أسماء عربية أخرى: زر حبشي، السلج

## الوصف النباتي
نبات عشبي معمر من الفصيلة القطيفية يبلغ طوله حوالى 40سم.أزهاره كروية حمراء.
ملاحظة : يجب التنبيه إلى أن هناك نبات آخر يسمى دم العاشق لكنه مختلف عنه ولا يستعمل في الطب واسمه العلمي Iresine herbstii.

## الموطن الأصلي والإنتشار
أصل النبات من أمريكا الوسطى والجنوبية ( الأمازون). لكنه يزرع للزينة في العديد من المناطق الاستوائية، المدارية وشبه المدارية.

## الاستعمال
يستعمل النبات في الطب الشعبي ( طحين الجذور ) ضد السعال، كمهدئ، مضاد للتعب ( يرخي العضلات)، مساعد على النوم، لتحسين الذاكرة والتركيز، لمكافحة شيخوخة الجلد.
كما يحتوي النبات على الكثير من الفيتامينات والعناصر المعدنية.